# Alberto Tricarico
Alberto Tricarico (* 10. August 1927 in Gallipoli, Provinz Lecce; † 27. Juni 2024 in Rom) war ein italienischer römisch-katholischer Geistlicher, Kurienerzbischof und Diplomat des Heiligen Stuhls.

## Leben
Alberto Tricarico empfing am 6. Januar 1950 das Sakrament der Priesterweihe für das Bistum Gallipoli (ab 1986 Bistum Nardò-Gallipoli). Von 1953 bis 1955 setzte er seine Ausbildung an der Päpstlichen Diplomatenakademie in Rom fort. Daneben wurde er zum Doktor beider Rechte promoviert. Tricarico trat 1955 in den diplomatischen Dienst des Heiligen Stuhls ein. Er war im Staatssekretariat des Heiligen Stuhls (1955–1957 und 1967–1968) als Verantwortlicher für die Pressearbeit sowie an den Nuntiaturen in Brasilien (1957–1963), in Australien und Neuseeland (1963–1967), in Vietnam und Kambodscha (1968–1969), in Kanada (1969–1971), in Mexiko (1971–1978), in Spanien (1978–1980) und in Finnland (1980–1985) tätig. Zuletzt war Tricarico Nuntiaturrat an der Nuntiatur in Portugal. Papst Pius XII. verlieh ihm am 1. Juli 1958 den Ehrentitel Päpstlicher Geheimkämmerer und Papst Paul VI. am 1. Oktober 1968 den Ehrentitel Päpstlicher Ehrenprälat.
Papst Johannes Paul II. ernannte ihn am 28. Februar 1987 zum Titularerzbischof von Sistroniana, zum Apostolischen Pro-Nuntius in Singapur und Thailand sowie zum Apostolischen Delegaten in Laos und Malaysia. Der Kardinalstaatssekretär und Kardinalpräfekt der Güterverwaltung des Apostolischen Stuhls, Agostino Casaroli, spendete ihm am 27. April desselben Jahres im Heiligtum von Fátima die Bischofsweihe; Mitkonsekratoren waren Erzbischof Salvatore Asta, Apostolischer Nuntius in Portugal, und Manuel d’Almeida Trindade, Bischof von Aveiro. Am 22. Dezember 1990 berief ihn Johannes Paul II. zudem zum Apostolischen Delegaten in Myanmar.
Am 26. Juli 1993 bestellte ihn Johannes Paul II. zum Mitarbeiter in der Sektion für die Beziehungen mit den Staaten des Staatssekretariates, wo er für die Nachfolgestaaten der Sowjetunion zuständig war. 2002 nahm Papst Johannes Paul II. das altersbedingte Rücktrittsgesuch von Alberto Tricarico an. Tricarico starb im Juni 2024 im Alter von 96 Jahren in Rom.
Tricarico gehörte dem Konstantinorden an und war Ehrenmitglied des Centro Studi Parlamento della Legalità.